# Видавництво Старого Лева
«Видавни́цтво Старо́го Ле́ва» (скорочено — ВСЛ) — українське видавництво для всієї родини, що випускає твори художньої літератури, поезію, освітні й науково-пізнавальні книжки для дітей, мотиваційну й бізнес-літературу, кулінарні й альбомні видання, що вирізняються якістю друку й упізнаваним стилем. Найактивніше видавництво в українському медіапросторі.
Має представництва у Львові, Києві, Дніпрі, Одесі, Івано-Франківську.

## Про видавництво
Засноване 13 грудня 2001 року Мар'яною Савкою і Юрієм Чопиком у Львові. Мар'яна Савка — незмінна головна редакторка видавництва, поетеса, член АУП і НСПУ, лавреатка Міжнародної журналістської премії ім. В. Стуса в галузі поезії. Юрій Чопик — гітарист львівського гурту «Мертвий півень».
До 2013 року основним напрямом діяльности видавництва було видання літератури для дітей і підлітків сучасних українських та іноземних авторів. У 2013 році видавництво започаткувало серію «Доросла література», значно розширивши тематику й авдиторію своїх видань. Сьогодні «Видавництво Старого Лева» займається випуском дитячої, дорослої літератури, освітніх книжок для дітей, кулінарних книг, ділової літератури, альбомних видань та ін.
У 2016 році «Видавництво Старого Лева» було визнано першим серед українських видавничих брендів (рейтинг ділового журналу Forbes). Ресурс наповнюється не тільки публікаціями про новинки видавництва, а й новинами галузі й репортажами з видавничих форумів і виставок в Україні й світі.
У 2023 році «Видавництво Старого Лева» отримало перемогу в BOP-2023 -Bologna Prize for the Best Children’s Publishers of the Year в категорії Європа!.

## Історія
Перше видання, що вийшло у «Видавництві Старого Лева», — книжка знаменитої галицької кулінарної майстрині Дарії Цвєк «Малятам і батькам» (2002) — про мистецтво приготування святкових страв і сервірування столу. Того ж року книжка здобула диплом лавреата ІХ Всеукраїнського Форуму видавців у Львові й була визнана «Книжкою року 2002».
У 2010 році партнером видавництва став львівський Холдинг емоцій «!Fest», який забезпечив фінансову підтримку видавництву.
 Це був проєкт із правильними і близькими нам цінностями, тому ми вирішили його підтримати.— Андрій Худо, голова ради директорів Холдингу емоцій «!Fest»
«До честі інвестора, він майже не втручається в наші справи. Втручання обмежується узгодженням щорічного бюджету видавництва і щомісячними зустрічами. Партнери бачать, що ми робимо правильні кроки. Тому, очевидно, задоволені нашою співпрацею».— Мар'яна Савка, головна редакторка «Видавництва Старого Лева» (Forbes Україна, 5 січня 2016 року)
У 2012 році видавництво покинув Юрій Чопик. Того ж року директором «Видавництва Старого Лева» став Микола Шейко (у минулому — медіаменеджер часопису й видавництва «Критика», гендиректор видавничого дому «Галицькі контракти» й гендиректор часопису «Український тиждень»). З'явилися перші видання видавництва для дорослих — сучасна поезія і проза, ділова література, видання non-fiction.
Починаючи з 2013 року, видавництво активно набирає темпи випуску книговидавничої продукції. Кількість найменувань нових видань, випущених за рік:
- 2011 — 18;
- 2012 — 18;
- 2013 — 45;
- 2014 — 54;
- 2015 — 74;
- 2016—115[7].
- 2017 — 137;
- 2018 — 138[8].

У січні 2013 року створено представництво «Видавництва Старого Лева» в Києві.
З 2015 року у Львові відкрито першу книгарню Старого Лева. На 2023 рік у місті їх 5.
У вересні 2015 року видавництво запустило систему лояльности — Спільнота Старого Лева, що створює спільний простір із читачем, дозволяє видавцю краще зрозуміти читацькі потреби й відкриває її учасникам такі можливості, як знижки, подарунки тощо.
У липні 2017 році видавництво відкрило Книгарню-кав'ярню Старого Лева в Дніпрі, а в жовтні того ж року — у центрі Києва. 2018 року книгарня-кав'ярня Старого Лева була відкрита в Одесі.

## Концепція видавництва

Книги для родинного читання

Із часу заснування видавництво дбає про особливий літературно-мистецький і поліграфічний рівень видань, співпрацюючи з високопрофесійними українськими авторами, перекладачами й художниками, які допомагають творити впізнаване обличчя видавництва.
У 2016 році «Видавництво Старого Лева» здобуло перемогу в Конкурсі-промоції «Обличчя міста» 2016 року в номінації «Львів видавничий», який щороку проводить Львівська міська рада й Львівська торгово-промислова палата.

## Видавничі проєкти
У 2013 році «Видавництво Старого Лева» спільно з радіо «Львівська хвиля» презентували проєкт «Казки під подушку» — збірку із семи різдвяних оповідань від радіоведучих «Львівської хвилі» (Влодко Лучишин, Володимир Бєглов, Леся Горошко) та зірок української сцени (Кузьма «Скрябін», Віктор Бронюк (гурт «ТіК»), Павло Табаков, Віктор Винник (група «Мері»). У 2014 році проєкт було продовжено, видано «Нові казки під подушку» — вісім різдвяних оповідань від радіоведучих та їх друзів-музикантів — Сашка Лірника, Наталки Карпи, «Піккардійської Терції», Тараса Тополі (від гурту «Антитіла»), Ірини Панчишин (від гурту «Патриція»).
У 2014 році першою дитячою книгою Катерини Бабкіної «Гарбузовий рік» видавництво розпочало співпрацю з Міжнародним благодійним фондом «Таблеточки». Кожні 5 грн від вартості книги перераховуються до фонду на допомогу дітям з раком крові. Завдяки продажам книжки вдалося зібрати понад 52 тис. грн. У 2015 році у «Видавництві Старого Лева» вийшла друга дитяча книжка Катерини Бабкіної «Шапочка і кит» про хворого на лейкоз 8-річного хлопчика Шапочку. Мета цього видавничого проєкту — зібрати 1 млн грн на допомогу онкохворим дітям, якими опікується фонд «Таблеточки».
Книга «Гарбузовий рік» стала не лише соціальним, а й інтерактивним проєктом з елементами доповненої реальності. Спеціально для цього видання компанія DigitalDealerz розробила інтерактивний додаток «The Pumpkin's Year» для планшетів та смартфонів. Завдяки додатку кожна з дев'яти ілюстрацій перетворюється на невелику анімацію.
У квітні 2015 року на V Книжковому Арсеналі видавництво презентувало книгу «The Ukrainians: історії успіху», створену на основі інтернет-проєкту «The Ukrainians» — онлайн-журналу про успішних українців. Упорядники — автори проєкту Тарас Прокопишин, Володимир Бєглов, Інна Березніцька.
Улітку 2015 року видавництво спільно з Львівською бізнес-школою УКУ випустило український переклад книги китайського мислителя й стратега Сунь-цзи «Мистецтво війни», двохтисячний тираж якої було продано менш ніж за два тижні.

### «Дитячий Кобзар»
У 2012 році у видавництві вийшло перше ілюстроване видання «Кобзаря» Т. Шевченка для дітей (ілюстратор — Марина Михайлошина). Упорядником збірки виступила українська письменниця й журналіст Зірка Мензатюк.
Коли ми приймали рішення про видання «Дитячого Кобзаря», то виходили насамперед з ідеї створити яскраву кольорову книгу, з привабливими ілюстраціями і такими текстами, які не відлякали б дітей від Шевченкового слова надмірним трагізмом.— Мар'яна Савка
«Дитячий Кобзар» був відібраний для бюджетної програми «Українська книга», відповідно до якої формується державне замовлення на випуск видавничої продукції та її поширення бібліотеками України. Українські бібліотеки отримали 3000 примірників видання.
«Дитячий Кобзар» потрапив у номінацію «Дитяче свято» Всеукраїнського рейтингу «Книжка року-2012».

### «Кротяча епопея»
Один із найоригінальніших проєктів видавництва — видання «Кротячої епопеї» Тараса Прохаська і Мар'яни Прохасько. Це три філософські книги для дітей про пригоди кротенят з Букового лісу: «Хто зробить сніг» (2013), «Куди зникло море» (2014) та «Як зрозуміти козу» (2015).
«Хто зробить сніг» — перша дитяча книжка Тараса Прохаська та перший досвід Мар'яни Прохасько як ілюстратора — стала переможцем конкурсу «Книга року BBC — 2013» у номінації «Дитяча Книга року ВВС — 2013», а також отримала премію «ЛітАкцент року 2013» у номінації «Поезія і проза для дітей» та посіла перше місце рейтингу «Книжка року-2013» у номінації «Дитяче свято». Книга потрапила до одного з найпрестижніших світових каталогів дитячих книжок «Білі круки — 2014» (The White Ravens 2014).
Права на видання «Хто зробить сніг» корейською мовою придбало видавництво «BookNBean Publisher», латиською — «Janis Roze Publishers», китайською — «Guangxi Normal University Press». Китайською у видавництві «Guangxi Normal University Press» вийшли також «Куди зникло море» та «Як зрозуміти козу».
Друга книга «Куди зникло море» 2014 року ввійшла до 20-ки найкращих книг премії «Найкраща книга Форуму видавців».[джерело?]

### «Видавництво Старого Лева» і Творча майстерня «Аґрафка»
Співпраця «Видавництва Старого Лева» з Творчою майстернею «Аґрафка» — спільним проєктом художників Романи Романишин та Андрія Лесіва — стала тим симбіозом, який витворив неповторний стиль видавництва, що вирізняє старлевівські видання серед іншої продукції українського видавничого ринку. Романа Романишин та Андрій Лесів оформили популярні видання видавництва («Різдвяна історія», «Нескінченна історія», «Країна Мумі-тролів», «П'ятикнижжя» та ін.), а також виступили авторами кількох успішних видавничих проєктів — «Антоміми», «Зірки і макові зернята», «Війна, що змінила Рондо».
«Зірки і макові зернята» (2014) — книжка-картинка, де Романа Романишин та Андрій Лесів уперше дебютували як автори. Це історія про один день із життя дівчинки Дори, доньки відомих математиків.
Книжка здобула престижну нагороду Opera Prima у конкурсі Bologna Ragazzi Award 2014.
Права на видання «Зірок і макових зернят» придбали видавництва у Франції (видавництво Rue Du Monde), Південній Кореї (BookNBean Publisher), Аргентині (Limonero Textos), Китаї (Petrel Publishing House) та Словенії (Malinc), Китаї (Petrel Publishing House).
«Війна, що змінила Рондо» (2015) — книга про те, що війна не має серця і не розуміє жодної мови, але торкається кожного і на всіх залишає шрами. Ця книга — привід для вдумливої розмови з дітьми (або із собою) про те, що діється нині в країні чи деінде у світі, у форматі чарівної історії, яка завжди залишає місце для надії та оптимізму.
 Ця книжка не лише про українські події, ми хотіли створити її універсальною, зрозумілою в будь-якій країні. А такою універсальною мовою і є мова символів. …Саме мовою символів слід розмовляти з дітьми на складні теми, зокрема про війну.— Романа Романишин та Андрій Лесів
«Війна, що змінила Рондо» — переможець премії «ЛітАкцент року 2015» у номінації «Поезія і проза для дітей». Книга увійшла до числа переможців конкурсу Bologna Ragazzi Award 2015 — одного із найпрестижніших і найвідоміших конкурсів дитячої книжки у світі — та отримала спеціальну відзнаку журі у категорії «Нові Горизонти» (New Horizons). Видання ввійшло до щорічного каталогу книжкових рекомендацій в галузі міжнародної дитячої та юнацької літератури «Білі круки — 2015» («White Ravens 2015»).
Права на видання книжки «Війна, що змінила Рондо» придбали видавництва у Словаччині (OZ Brak), Франції (Rue du monde), Китаї (Dolfin Media), Південній Кореї (Sanha Publishing Co), Польщі (Krytyka Polityczna).
У 2016 році на Франкфуртському книжковому ярмарку створена Творчою майстернею «Аґрафка» обкладинка до книжки «Джордж і таємний ключ до Всесвіту» Люсі та Стівена Гокінґів, що українською вийшла у «Видавництві Старого Лева», потрапила у топ-20 категорії «Обкладинка» міжнародної премії «The Global Illustration Award».

### Розмальовки-антистрес
У 2014 році «Видавництво Старого Лева» презентувало новий для українського видавничого ринку формат — розмальовку-антистрес для дорослих «Чарівний сад». Це альбомне видання на 96 сторінках з ілюстраціями для розфарбовування, малювання та пошуку захованих істот всередині. Проілюструвала книгу відома шотландська художниця та дизайнер Джоанна Басфорд. У 2015 році «Чарівний сад» залишався лідером продажів серед українських видань (за даними мережі Книгарня «Є»). На початку 2015 року у видавництві вийшла друга частина розмальовки-антистрес «Зачарований ліс», а наприкінці року — «Загублений океан».
До кінця 2015 року загальний тираж першої частини «Чарівний сад» перевищив 100 000 примірників.

### Абетки-енциклопедії
У 2015 році у серії «Пізнавальні книги» «Видавництво Старого Лева» випустило абетку-енциклопедію «Шептицький від А до Я» (2015), автори — Оксана Думанська, Галина Терещук, художнє оформлення — Творча майстерня «Аґрафка». Книжка здобула премію «Найкраща книга Форуму видавців — 2015». Мета видання такого артбуку для родинного читання — показати відомих діячів української культури з неочікуваного і дуже людяного боку.
У 2016 році серію абеток-енциклопедій поповнила книжка «Франко від А до Я» (2016), автори — франкознавці Богдан Тихолоз і Наталя Тихолоз, художнє оформлення — Творча майстерня «Аґрафка». Книжку було відзначено премією «Найкраща книга Форуму видавців — 2016».

Хрестоматія для читання в початковій школі («Видавництво Старого Лева», 2016)

Напередодні уродин Тараса Шевченка видавництво випустило книжку «Шевченко від А до Я» (2017), автор — шевченкознавець Леонід Ушкалов, художнє оформлення — Анастасія Стефурак.

### Хрестоматія для початкової школи
Восени 2016 року «Видавництво Старого Лева» повідомило про видання хрестоматії сучасної української дитячої літератури для читання у 1–2 і 3–4 класах, що вийшла в серії «Шкільна бібліотека». Всього буде надруковано дві збірки для читання — для 1–2 і 3–4 класів, кожна накладом 340 тис. примірників. Упорядницею видань стала письменниця Тетяна Стус. Видання книг здійснено за державним замовленням, за підтримки Міністерства освіти і науки України та Інституту модернізації змісту освіти.

### Гемінґвей у незалежній Україні
У 2016 році «Видавництво Старого Лева» придбало права на всі твори Ернеста Гемінґвея. Це перше видання творів класика українською в незалежній Україні. Востаннє повне видання творів Ернеста Гемінґвея виходило українською мовою у 1979—1981 роках — це був чотиритомник, що побачив світ у видавництві художньої літератури «Дніпро». Після того ще були публікації окремих романів, як-от «Фієста» та «По кому подзвін» у видавництві «Вища школа» у 1985 році. Але з 1991 року не вийшло жодної книжки творів письменника українською мовою з дотриманням вимог авторського права. 
Першою «Видавництво Старого Лева» видало повість-притчу «Старий і море» (2017) в перекладі Володимира Митрофанова з ілюстраціями Слави Шульц. Одразу за нею у видавництві вийшов роман «Фієста. І сонце сходить» (2017) у перекладі Віктора Морозова, «Чоловіки без жінок» (2017) у перекладі Ганни Лелів, «По кому подзвін» (2018) у перекладі Андрія Савенця, «Прощавай, зброє» (2018) у перекладі Віктора Морозова.
2018 року видавництво випустило біографію «Ернест Гемінґвей. Артефакти з життя», яку уклав розпорядник літературного спадку Ернеста Гемінґвея, письменник та дослідник Майкл Катакіс.
В період з 2019—2020 рік у видавництві вийшли друком наступні твори письменника: «Переможцю не дістається нічого» — у перекладі Ганни Лелів, «Мати і не мати» — у фірмовому перекладі Віктора Морозова і на весні 2020 року «Острови Поміж Течій» — у перекладі Вовченко Анни.

## Террі Пратчетт українською
На початку 2017 року «Видавництво Старого Лева» повідомило про видання українською низки романів Террі Пратчетта із серії «Дискосвіт». На щорічному фестивалі культури Kyiv Comic Con 6 травня 2017 року, видавництво і куратори проєкту представили відеоряд роботи над обкладинкою творів, а також відкрили завісу подробиць перекладу романів Пратчетта. У 2017 році було видано романи «Колір магії», «Правда» та «Право на чари». Весною 2018 видано перший роману з циклу «Смерть» який отримав назву в українському перекладі «Морт», а також інші твори як «Химерне сяйво», «Віщі сестри» та «Жнець». У 2019 році видавництво представило третю книгу з циклу «Ринсвінд» під назвою «Чаротворці», а пізніше влітку перше оповідання з відомого циклу «Нічна сторожа» "Варта! Варта!. Нарикінці року українці побачили у продажу такі твори як «Душевна Музика» із циклу «Смерть», «Озброєні» із циклу «Нічна Сторожа», «Батько Вепр» цикл «Смерть», та «Відьми за кордоном» із циклу «Відьми». Під час виходу серії книг ВСЛ представили схемусерії Дискосвіт та порядок його читання, що стало першим українським порядком читання книжок Террі Пратчетта.
Вже на початку 2020 року видавництво анонсувало перші шість книжок з серії Дискосвіт британського автора. Першою стала «Поштова лихоманка», що є позацикловим романом, разом з цим «Ерік» із циклу «Ринсвінд», «Крадій часу» із циклу «Смерть», «Глиняні ноги» із циклу «Варта», «Пані та панове» із циклу «Відьми», і «Маленький вільний народ» із циклу «Тіффані». Назви книг не є остаточними до моменту їх анонсу та друку.
Над оформленням всієї серії книг працює Творча майстерня «Аґрафка» (Романа Романишин та Андрій Лесів). Серед перекладачів серії — Олександр Михельсон, Юлія Прокопець, Ольга Любарська, Коник Анастасія, Серебрякова Ірина та Михайлова Вікторія

## Соціальні проєкти
Видавництво бере активну участь у соціальному житті Львівської області та України в цілому, співпрацює з бібліотеками і громадськими організаціями.
У «Видавництві Старого Лева» вийшло кілька видань шрифтом Брайля:
- «Казки дідуся Гурама» Гурама Петріашвілі (2013);
- «Маленькі тролі та велика повінь» і «Капелюх чарівника» (2014) до 100-річчя з дня народження письменниці Туве Янссон;
- «Комета прилітає» (2016) Туве Янссон з нагоди 70-річчя публікації повісті.

Люди, які позбавлені щастя бачити світ очима, потрапляють у інформаційний вакуум. Ми сподіваємося, що у майбутньому потрохи будемо вирішувати цю проблему— Мар'яна Савка
2 квітня 2014 року видавництво долучилося до акції «Львів у блакитному», яка у Львові відбувалася вперше. Мета акції — змінити ставлення суспільства до людей, хворих на аутизм. Тоді ж видавництво організувало свій перший «гаражний розпродаж», щоб допомогти громадським активістам зібрати кошти на спортивний майданчик для школи-інтернату «Довіра», де вчаться діти з особливими потребами. Книжкові розпродажі видавництва відбуваються кілька разів на рік і є благодійними заходами.

## «Бібліотека Малого Лева»
У 2015 році «Видавництво Старого Лева» повідомило про новий проєкт спільно з Львівською обласною бібліотекою для дітей — «Бібліотека Малого Лева», головна мета якого — популяризація читання, ознайомлення дітей районних та сільських бібліотек з новинками сучасної української літератури. У рамках цього партнерського проєкту автори видавництва (Андрій Бачинський, Галина Вдовиченко, Христина Лукащук, Оксана Сайко, Оксана Думанська та ін.) відвідували бібліотеки невеликих міст та селищ Львівської області, організовували читання, виставки, спілкувалися з дітьми, проводили конкурси (на найцікавішу рецензію, найкращу серію ілюстрацій за мотивами книжок «Видавництва Старого Лева» та ін.). Протягом року письменники видавництва відвідали понад 30 районних та сільських бібліотек Львівщини.
13 грудня 2015 року під час святкування дня народження «Видавництва Старого Лева» було організовано Благодійний книжковий розпродаж, кошти з якого видавництво передало на ремонт та книжкове наповнення бібліотеки смт. Івано-Франкове Яворівського району.

## «Дванадцять неймовірних жінок»
У 2016 році Мар'яна Савка започаткувала проєкт «Дванадцять неймовірних жінок» — цикл з 12-ти публічних інтерв'ю під назвою «12 неймовірних жінок про цінності, які творять людину». Щомісяця протягом 2016 року буде проводитися по одному інтерв'ю з відомими й впливовими жінками, які для багатьох українців стали моральними й культурними авторитетами. Кожне інтерв'ю присвячене темі однієї з цінностей, яка є визначальною для гості Мар'яни Савки. Серед запрошених до проєкту жінок — Ольга Герасим'юк, Зоя Казанжи, Лариса Денисенко, Ірина Подоляк, Юлія Міщенко та ін. Проєкт має на меті втілити кілька завдань: озвучити важливі проблеми українського суспільства, а також зібрати кошти для ремонту і облаштування дитячої кімнати освіти і відпочинку в Національній дитячій спеціалізованій лікарні «ОХМАТДИТ».
Проєкт стартував 26 лютого 2016 року. Першою героїнею публічного інтерв'ю стала відома телеведуча Ольга Герасим'юк, яка обрала тему рівності. Гостем другого відкритого інтерв'ю стала Зоя Казанжи — письменниця, журналістка, громадський діяч, — обравши своєю цінністю незалежність.
Усі інтерв'ю і додатково написані учасницями проєкту есеї про цінності стануть книжкою, яка буде презентована навесні 2017 року. 

## Співпраця
«Видавництво Старого Лева» активно співпрацює з відомими закордонними видавництвами: Harper Collins (США), Penguin Books Ltd (Велика Британія), David Higham (Велика Британія), Laurence King Publishing Ltd (Велика Британія), Usborne (Велика Британія), Andrew Nurnberg Baltic (Латвія), Thienemann Verlag (Німеччина), Suhrkamp Verlag (Німеччина), Librairie Artheme Fayard (Франція), Editions Grasset & Fasquelle (Франція), Wydawnictwo Dwie Siostry (Польща), Schildts Förlags Ab (Фінляндія) та ін.
Видавництво продало права на видання та переклад кількох своїх бестселерів в Аргентину, Францію, Китай, Південну Корею, Латвію, Словаччину, Польщу, Австрію.

## Книжкові ярмарки
Видавництво є постійним учасником українських книжкових ярмарків-виставок, а з 2012 року — масштабних світових книжкових заходів.
- 2012 — «Видавництво Старого Лева» уперше стало учасником Лейпцизького книжкового ярмарку. У тому ж році книжка «Казка про Старого Лева» Мар'яни Савки потрапила до світового каталогу «Білі круки» («White Ravens»).
- 2013 — участь у Лейпцизькому книжковому ярмарку. Видавництво представило Україну на 50-й Міжнародній дитячій книжковій виставці в Болоньї (Bologna Children's Book Fair).
- 2014 — участь у Лейпцизькому книжковому ярмарку, 51-й Міжнародній дитячій книжковій виставці в Болоньї та вперше — у Франкфуртському книжковому ярмарку. Книжка «Зірки і макові зернята» увійшла до числа переможців у номінації «Opera Prima» конкурсу Bologna Ragazzi Award 2014.
- 2015 — участь у 52-й Міжнародній дитячій книжковій виставці в Болоньї, Франкфуртському книжковому ярмарку. Книжка «Війна, що змінила Рондо» Романи Романишин та Андрія Лесіва увійшла до каталогу «Білі круки 2015».
- 2016 — участь у VII Міжнародному Вільнюському книжковому ярмарку; участь 53-й Міжнародній дитячій книжковій виставці в Болоньї; участь у Франкфуртському книжковому ярмарку. Книга Катерини Міхаліциної «Хто росте у парку» (ілюстрації — Оксани Були) увійшла до каталогу «Білі круки 2016» («The White Ravens 2016»)[60]; книжки «Війна, що змінила Рондо», «Шептицький від А до Я» та «Чоловіки, жінки і діти» увійшли до колекції «Stiftung Buchkunst» найкрасивіших книг світу 2016 на Франкфуртському книжковому ярмарку[22].
- 2017 — участь у Міжнародній дитячій книжковій виставці в Болоньї, Франкфуртському книжковому ярмарку. Книжка «Сузір'я Курки» Софії Андрухович та Мар'яни Прохасько увійшла до каталогу «Білі круки 2017»[61]. Участь у Бієнале Ілюстрації у Братиславі, де Романа Романишин та Андрій Лесів отримала приз BIB Plaque за ілюстрації до книжок «Голосно, тихо, пошепки» і «Франко від А до Я».
- 2018 — участь у Міжнародній дитячій книжковій виставці в Болоньї, Франкфуртському книжковому ярмарку. Книжка «MOX NOX» Тані Малярчук увійшла до каталогу «Білі круки 2018»[62]. Книжки «Голосно, тихо, пошепки» та «Я так бачу» стали переможцями «Bologna Ragazzi Award 2018» у номінації «Non Fiction». Участь у книжкових виставках у Тайбеї, Парижі, Празі, Варшаві, Таборі, Відні.
- 2023 — участь у Міжнародній дитячій книжковій виставці в Болоньї
- 2023 — участь у  Міжнародній книжковій ярмарці у Лондоні The London book fair

## Серії книг
- Бізнес і саморозвиток
- Біографії та мемуари
- Мистецтво і культура
- Виховання дітей
- Художня проза
- Поезія
- Коротка проза та есеїстика
- Кулінарія
- Віммельбухи
- Картонки
- Книги-картинки
- Ілюстровані історії та казки
- Дитячі книги для читання
- Книги для підлітків
- Пізнавальні книги
- Альбоми та артбуки

2013 році у видавництві започаткована доросла поетична серія, презентована у рамках 20-го Форуму видавців. Першими в цій серії вийшли збірка поезії Ю. Іздрика «Ю», перше повне видання віршів Г. Чубая «П'ятикнижжя» (Гран-Прі конкурсу «Найкраща книга Форуму видавців-2013»), збірка поезії Б.-І. Антонича «Чаргород» та зібрання поезій М. Савки «Пора плодів і квітів». Сьогодні поетична серія «Видавництва Старого Лева» включає такі збірки:
| - М. Боднар «Пожертва на світло» (2013) - Ю. Іздрик «AB OUT» (2014) - І. Старовойт «Гронінгенський рукопис» (2014) - К. Міхаліцина «Тінь у дзеркалі» (2014) - К. Калитко «Катівня. Виноградник. Дім» (2014) - М. Кіяновська «373» (2014) - С. Осока «Небесна падалиця» (2015) - Г. Семенчук «MORE віршів і пісень» (2015) - М. Лаюк «Метрофобія» (2015) - Л. Якимчук «Абрикоси Донбасу» (2015) - Ю. Іздрик «Календар любові» (2015) - В. Стус, Д. Стус «Небо. Кручі. Провалля. Вода» (2015) - Ю. Мусаковська «Чоловіки, жінки і діти» (2015) - Л. Белей «Книга про ліс» (2016) - Р. Мельників «Апокрифи степу (поезії 1992—2012 рр.)» (2016) - Б. Херсонський «Родинний архів та інші вірші» (2016) - О. Куценко «Лялечки» (2016) - Сона Ван «Лібрето для пустелі» (2016) | - О. Гусейнова «Супергерої» (2016) - М. Савка, М. Кіяновська «Листи з Литви / Листи зі Львова» (2016) - Павло Коробчук «Хвоя» (2017) - Василь Махно «Паперовий міст» (2017) - Ольга Королевська «Зорі у квадраті» (2017) - Крук Галина «Доросла» (2017) - Костянтин Москалець «Поезія Келії» (2017) - Уляна Галич «Урбамістика» (2017) - Ніна Кур'ята «Я буду дивитися, як ти пишеш» (2017) - Світлана Поваляєва «Після Криму» (2018) - Богдана Матіяш «Пісня Пісень» (2018) - Оксана Луцишина «Вірші Феліцити» (2018) - Катерина Калитко «Бунар» (2018) - Дмитро Лазуткін «Артерія» (2018) - Остап Сливинський «Зимовий король» (2018) - Любомир Серняк «Хороші хлопці фінішують першими» (2018) - Еліна Свенцицька «Речі, що лишилися від дому» (2018) - Мирослав Лаюк «Троянда» (2019) - Ю. Іздрик «Меланхолії» (2019) - М. Савка «Оптика Бога» (2019) - Борис Херсонський «Вклонитися дереву» (2019) - Ганна Яновська «Золотий носоріг» (2019) - Анна Малігон «Розарій» (2020) |

- Ярина Сенчишин «Розплєси» (2021)
- Власта Власенко «Афини» (2021)
- Мар'яна Савка «Радуйся, жінко» (2021)
- Василь Махно «Одновітрильний дім» (2021)
- Любомир Стрингалюк «Таємні дотики» (2022)
- Дмитро Лазуткін «Закладка» (2022)
- Марина Пономаренко «Книжка любові і люті» (2023)
- Мар'яна Прохасько «PRIMITIVO» (2023)

## Автори
«Видавництво Старого Лева» видає і популяризує сучасних українських письменників, а також твори світової літератури:
— класичної:
Ганс Крістіан Андерсен, Ернест Гемінґвей, Чарльз Діккенс, Мілан Кундера Туве Янссон та ін.
— сучасної:
| - Андерс Аслунд - Іан Вайброу - Віґдіс Йорт - Ґоран Войнович - Курт Воннеґут - Франсуаза Барб-Ґалль - Джоанна Басфорд - Анна Гавальда - Кеті Гадсон - Джудіт Герман - Елізабет Ґілберт - Пол Ґелліко - Вітольд Ґомбрович - Саллі Ґрін - Віржіні Ґрімальді - Катажина Ґрохоля - Ніна Елізабет Ґрьонтведт - Діана Вінн Джонс - Паоло Джордано - Маріанна Дюбюк - Умберто Еко - Міхаель Енде - Поліна Жеребцова - Кадзуо Ісіґуро - Сусанна Ісерн - Розанна Каспер - Джеймс Олівер Кервуд | - Джеремі Кларксон - Шон Кові - Сюзанн Лафлер - Янн Мартель - Меґан Макдональд - Кармен Марія Мачадо - Зиґмунт Мілошевський - Ерік Найт - Анджела Нанетті - Джеймі Олівер - Патрік Оуржеднік - Пол Остер - Арам Пачян - Гурам Петріашвілі - Террі Пратчетт - Роб Скоттон - Кім Слейтер - Мартін Содомка - Ульф Старк - Анджей Стасюк - Джеремі Стронґ - Ізабель Томас - Енн Файн - Гелен Філдінґ |

Іноземні автори, що відвідали Україну на запрошення видавництва:
- 2013 — Іан Вайброу (Книжковий Арсенал); Джеремі Стронґ (XX Форум видавців у Львові);
- 2014 — Анджей Стасюк (XXI Форум видавців у Львові);
- 2015 — Генрі Марш, Мартін Содомка (XXII Форум видавців у Львові);
- 2016 — Ульф Старк, Віґдіс Йорт (Книжковий Арсенал); Паоло Джордано (XXIII Форум видавців у Львові);
- 2017 — А. Аудгільд Сульберґ, Томаш Седлачек (Книжковий Арсенал).
- 2018 — Міленко Єрґович, Ґюдрун Скреттінґ, Шарлотте Кернер, Дорж Бату (Книжковий Арсенал); Давід Фоенкінос у рамках Французької весни; Олів'є Бурдо, Майкл Катакіс, Аскольд Мельничук, Кейт Фокс, Генрі Марш (25 Book Forum).
- 2019 — Алеш Штеґер, Ібен Акерлі, Дорж Бату (Книжковий Арсенал).

Серед українських письменників видавництва такі відомі літератори:
- Софія Андрухович
- Галина Вдовиченко
- Оксана Думанська
- Володимир Єрмоленко
- Сергій Жадан
- Катерина Калитко
- Оксана Кротюк
- Оксана Луцишина
- Оксана Лущевська
- Богдана Матіяш
- Дзвінка Матіяш
- Василь Махно
- Катерина Міхаліцина
- Олександр Михед
- Костянтин Москалець
- Мар'яна Савка
- Славінська Ірина
- Андрій Содомора
- Леонід Ушкалов
- Якимчук Любов
- Яценко Петро

Серед знахідок видавництва — українські письменники Валентин Бердт, Дорж Бату, Андрій Бачинський, Сергій Гридін, Оксана Сайко, Оля Русіна, Ольга Войтенко, Ілларіон Павлюк та багато інших.

## Ілюстратори
Видавництво співпрацює з 90 українськими та зарубіжними ілюстраторами. Ілюстрації до книг видавництва створюють найкращі українські художники — Наталка Гайда, Оксана Йориш, Ольга Кваша, Івета Ключковська, Христина Лукащук, Оксана Мазур, Андрій та Діана Нечаєвські, Максим Паленко, Олег Петренко-Заневський, Мар'яна Петрів, Юлія Пилипчатіна, Ростислав Попський, Мар'яна Прохасько, Даша Ракова, Катерина Садовщук, Алєна Семчишин, Анастасія Стефурак, Світлана Хміль, Володимир Штанко, Катерина Штанко, Оксана Була, Грася Олійко, Творча майстерня «Аґрафка».
Видавництво неодноразово організовувало виставки ілюстрацій. У вересні 2013 року в Національному музеї літератури України відбулася виставка «Як оживають книги», де були представлені оригінали найкращих ілюстрацій книжкових графіків, що співпрацюють з видавництвом, — Катерини Штанко, Світлани Фесенко, Даші Ракової, Ростислава Попського, Марини Михайлошиної, Володимира Штанка, Олени Левської та Надії Каламєєць.
У вересні 2014 року під час Форуму видавців у галереї «Art-e-fakt-galereЯ» відбувалася виставка «Скарби Старого Лева», де експонувалися роботи 17-ти ілюстраторів «Видавництва Старого Лева». У рамках виставки було проведено лекторій для ілюстраторів-початківців, лекторами якого стали Катерина Штанко, Даша Ракова, Ольга Кваша, Романа Романишин та Андрій Лесів (Творча майстерня «Аґрафка»).
Особливу увагу «Видавництво Старого Лева» приділяє дизайну видань та їх художньому оформленню. Над обкладинками працюють дизайнери Назар Гайдучик (гурт «Плесо»), Андрій Бочко (гурт «Illusions») — музиканти за сумісництвом; а також Оксана Йориш, Тетяна Омельченко.
Аґрафка (творча майстерня) отримали золото у 2020 за оформлення збірки Мар'яни Савки «Оптика Бога» у номінації «Книга і видавнича ілюстрація» на головному щорічному європейському конкурсі у галузі комунікаційного дизайну European Design Awards (ED-Awards)..
Артдиректор видавництва Назар Гайдучик у 2020 отримав найвищу нагороду — «The Very Best of» — у конкурсі Ukrainian Design: The Very Best Of 2020 у номінації А10 «Books design and illustration» з обкладинкою до книжки Магнетизм Петра Яценка. Також нагороду «Best of» у цій же номінації отримав дизайнер видавництва Антон Селлешій за оформлення книжки «Її тіло та інші сторони» Кармен Марії Мачадо.

## Перекладачі
| - Іван Андрусяк - Андрій Бондар - Олександр Гриценко - Володимир Діброва - Оксана Думанська - Наталя Іваничук - Галина Кирпа - Євгенія Кононенко - Ганна Лелів - Андрій Маслюх | - Катерина Міхаліцина - Олександр Михельсон - Віктор Морозов - Євген Попович - Тарас Прохасько - Тетяна Савченко - Ірина Славінська - Орест Стадник - Володимир Чернишенко |